# Glaucopsyche caerulescens
Glaucopsyche caerulescens är en fjärilsart som beskrevs av Beuret 1964. Glaucopsyche caerulescens ingår i släktet Glaucopsyche och familjen juvelvingar. Inga underarter finns listade i Catalogue of Life.